# Alkanna lutea
Orcanette jaune
Espèce
Classification phylogénétique
Alkanna lutea (lutea = jaune en latin) 
Orcanette jaune, Henné jaune (Fra), Arganetta gialla (Ita)

## Synonymes
- Nonea flavescens Fisch. & C.A.Mey
- Nonea setosa (Lehm.) Roem. & Schult
- Onochiles lutea (Moris) Bubani

## Description
Plante annuelle méditerranéenne de la famille des Boraginacées, l'une des rares représentantes du genre Alkanna en France. Ses fleurs sont petites, jaunes, à cinq pétales, elle est couverte d'une raide pilosité et pousse sur des coteaux pierreux du littoral méditerranéen : Pyrénées-Orientales, à Salces, Var, îles d'Hyères, Corse. 

## Statut
Inscrite dans le livre rouge de la flore menacée de France par l'INPN - Inventaire National du Patrimoine Naturel, protégées en Provence-Alpes-Côte-d'Azur

## Galerie

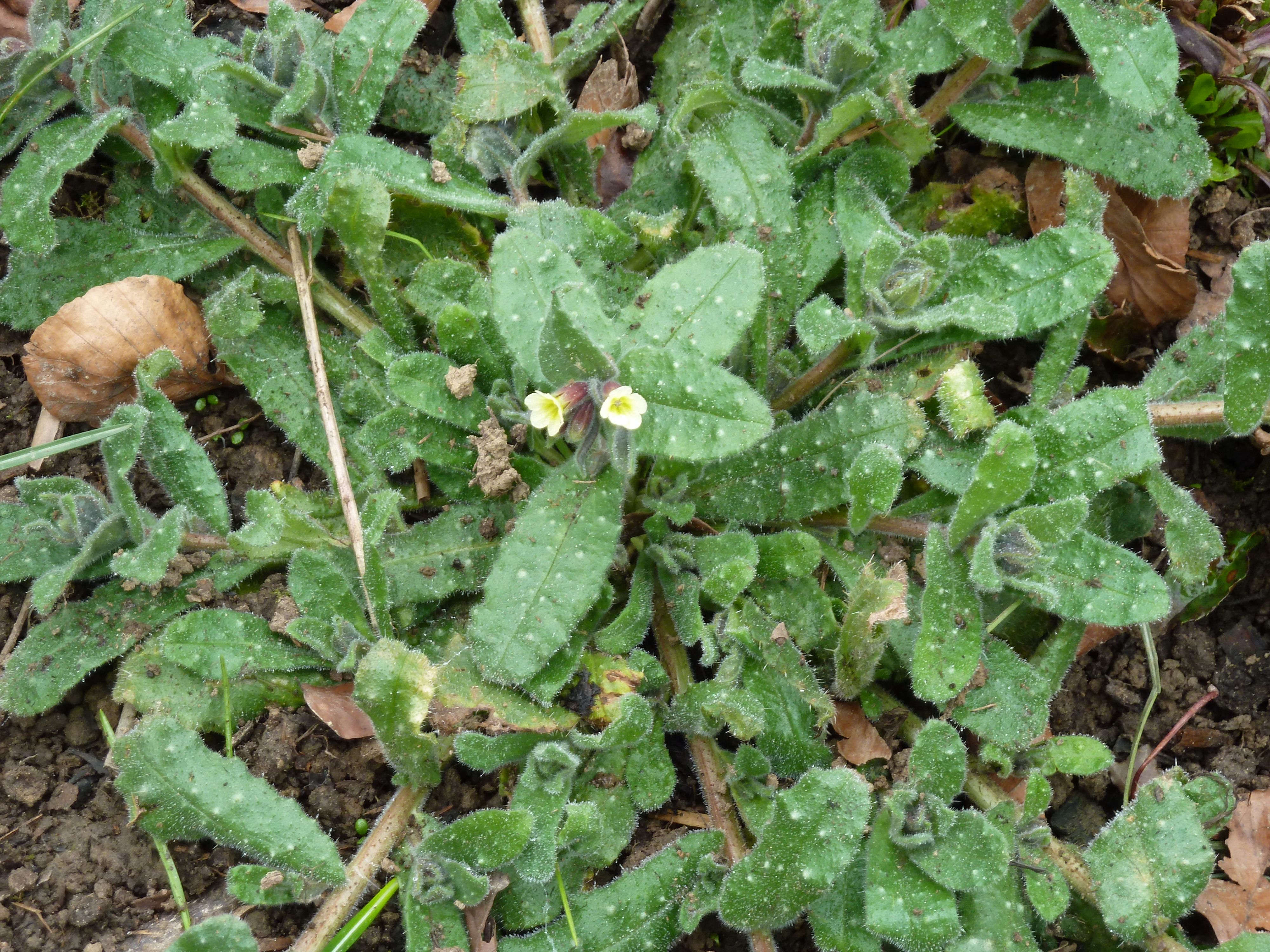
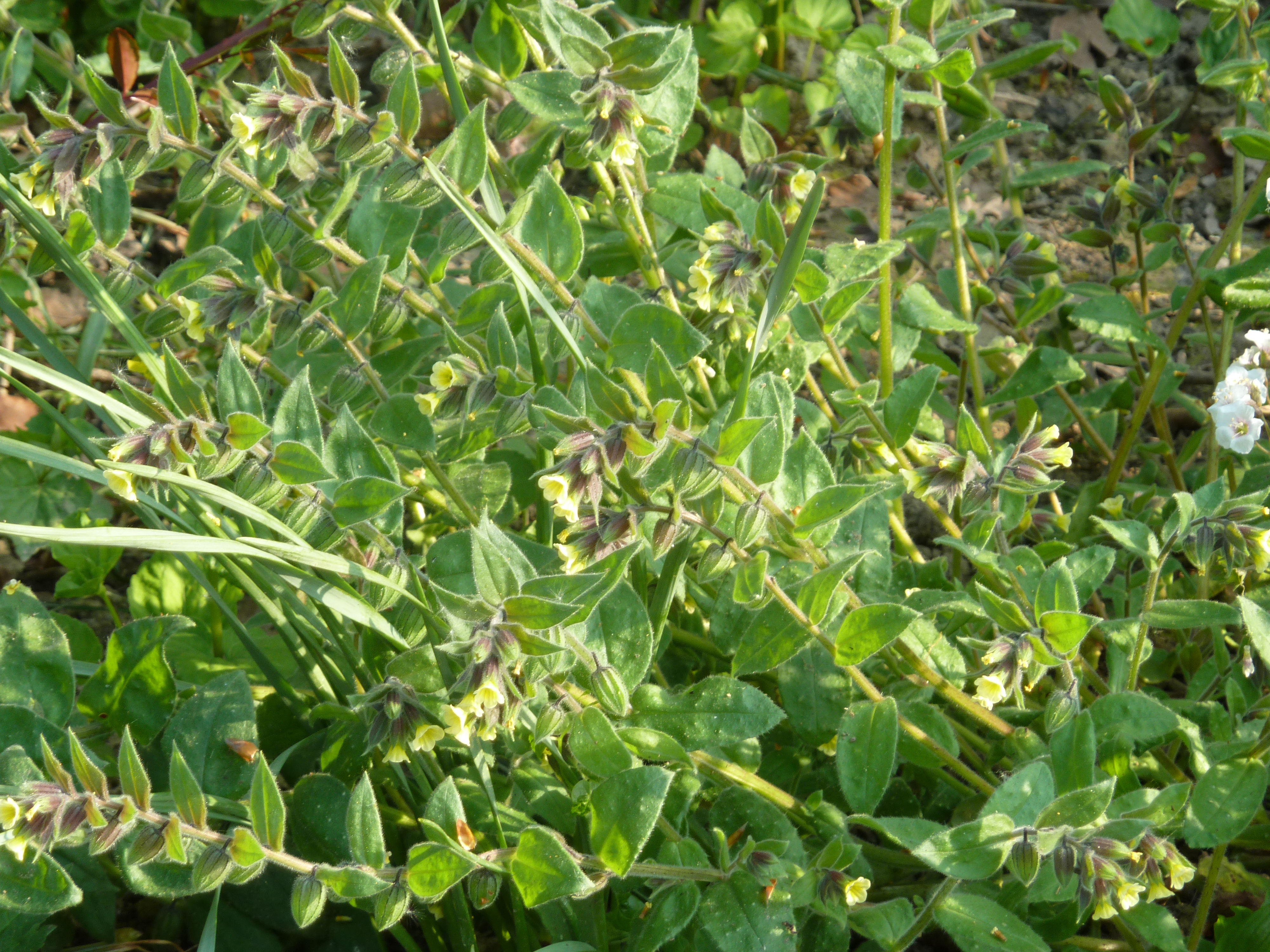
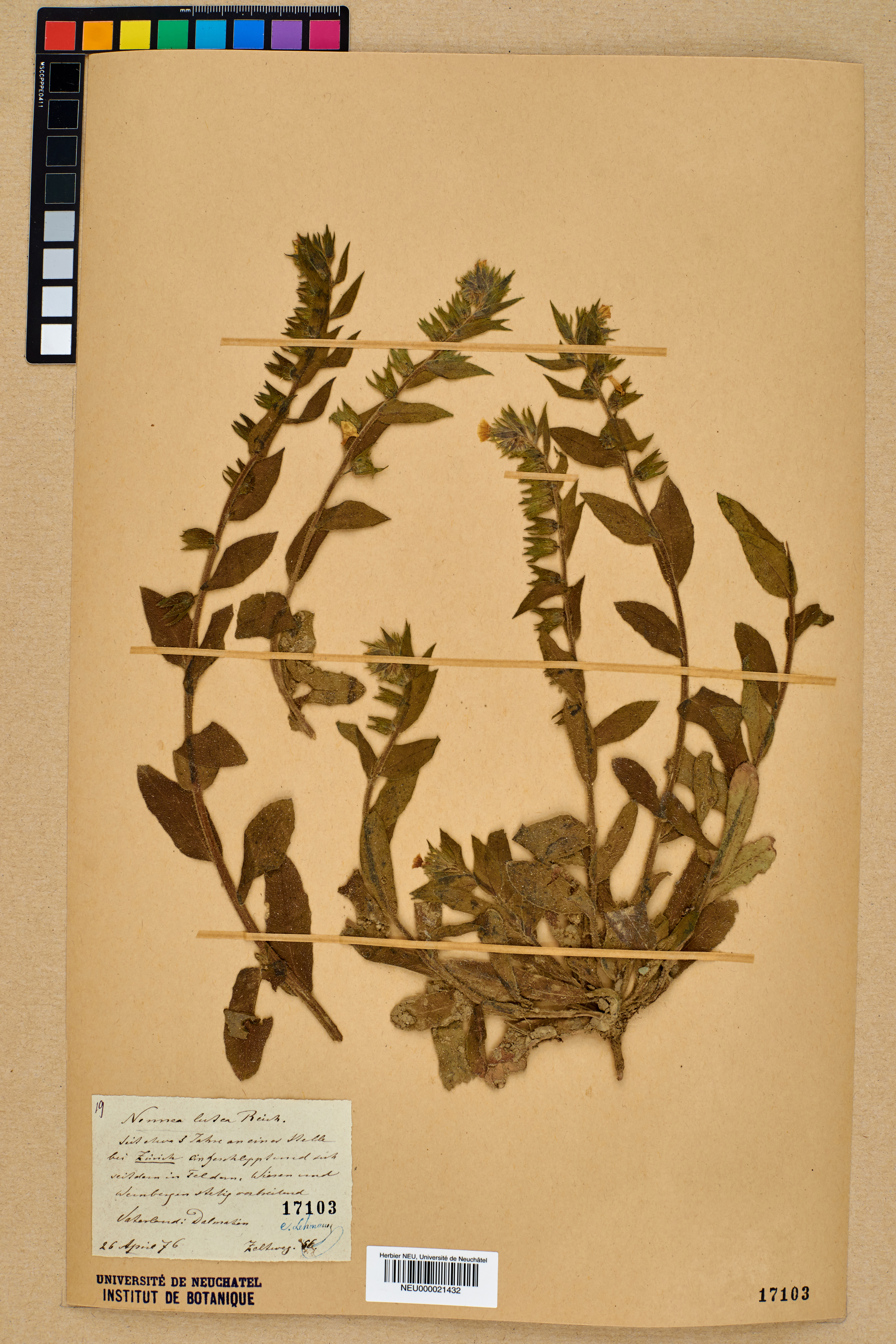
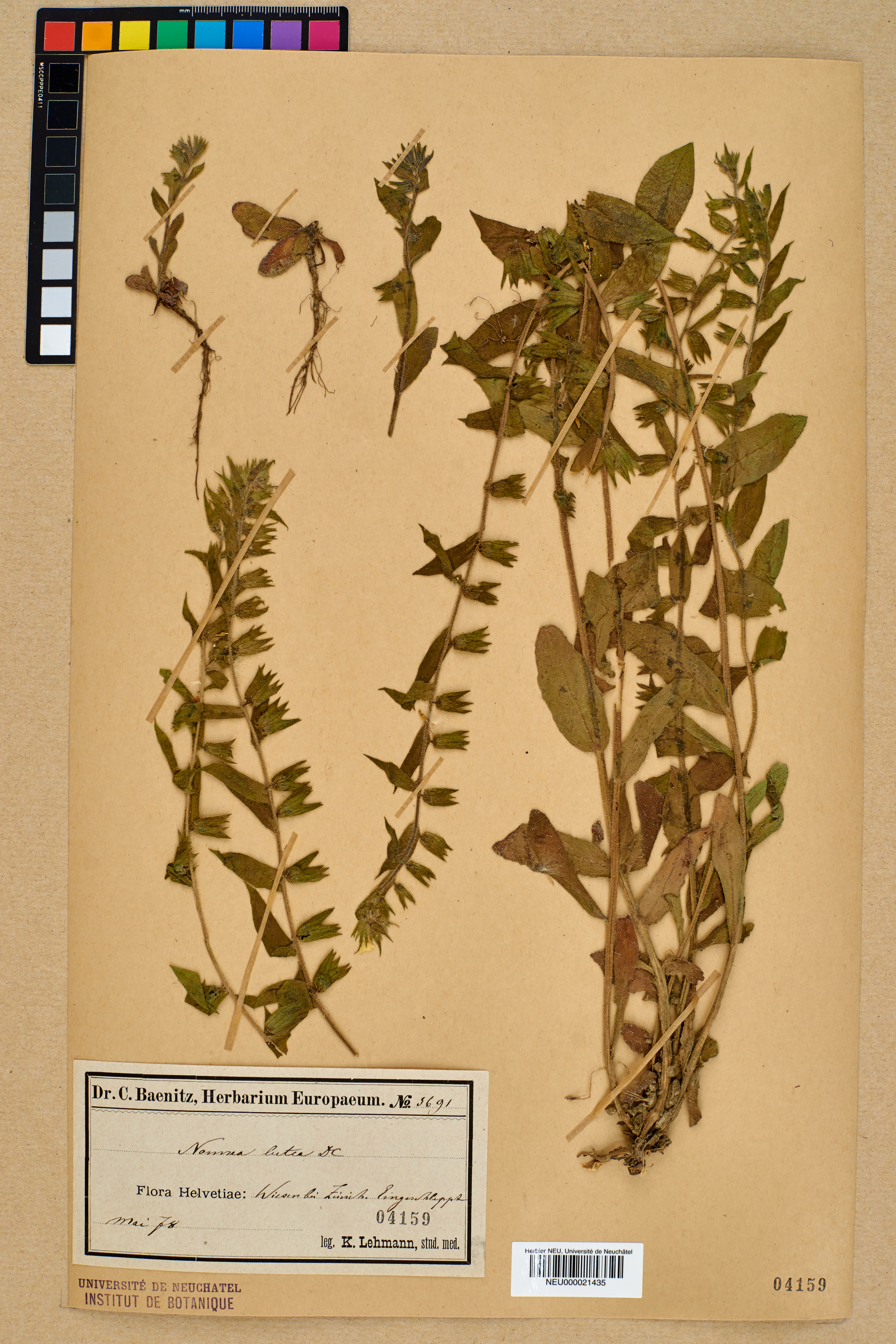
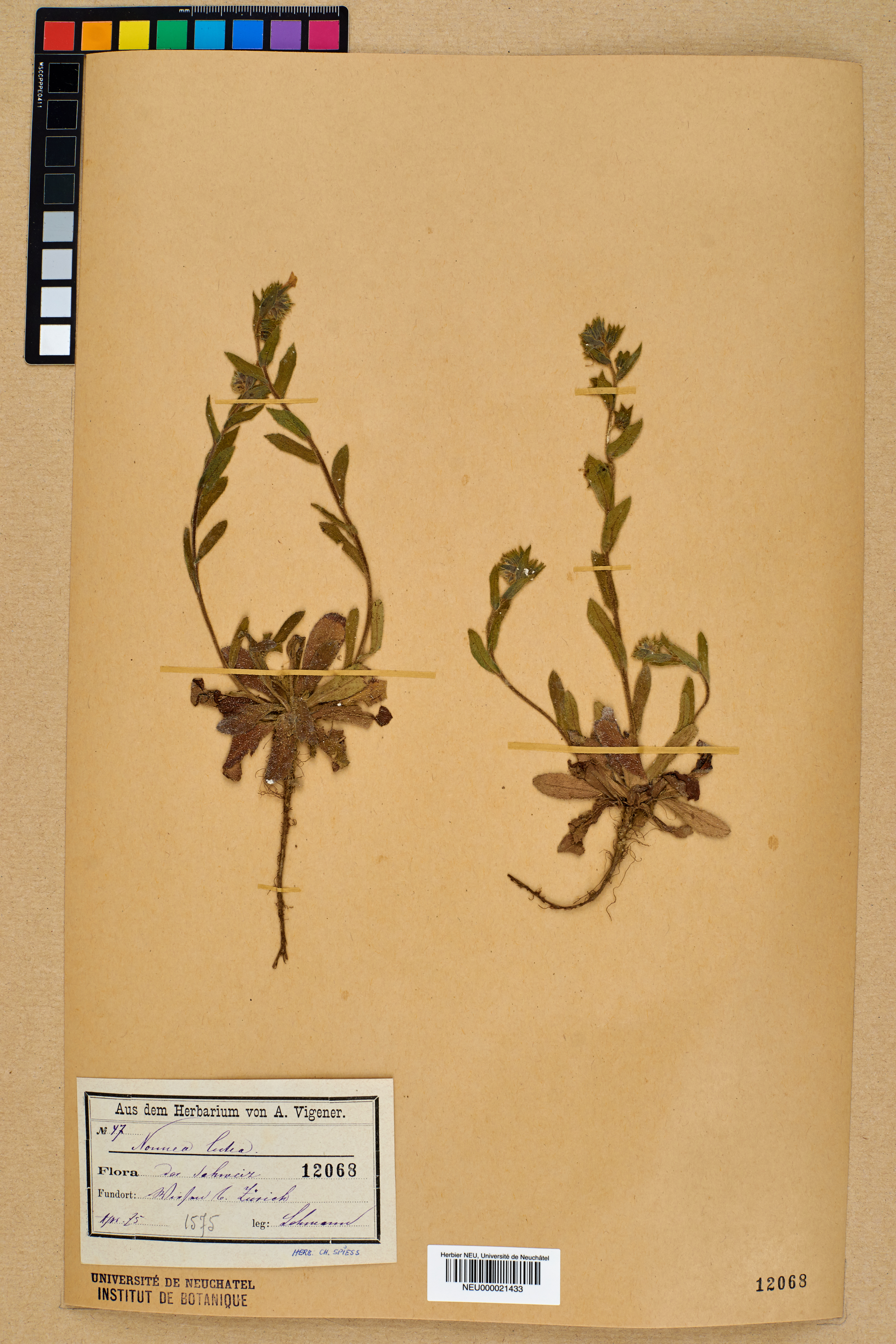
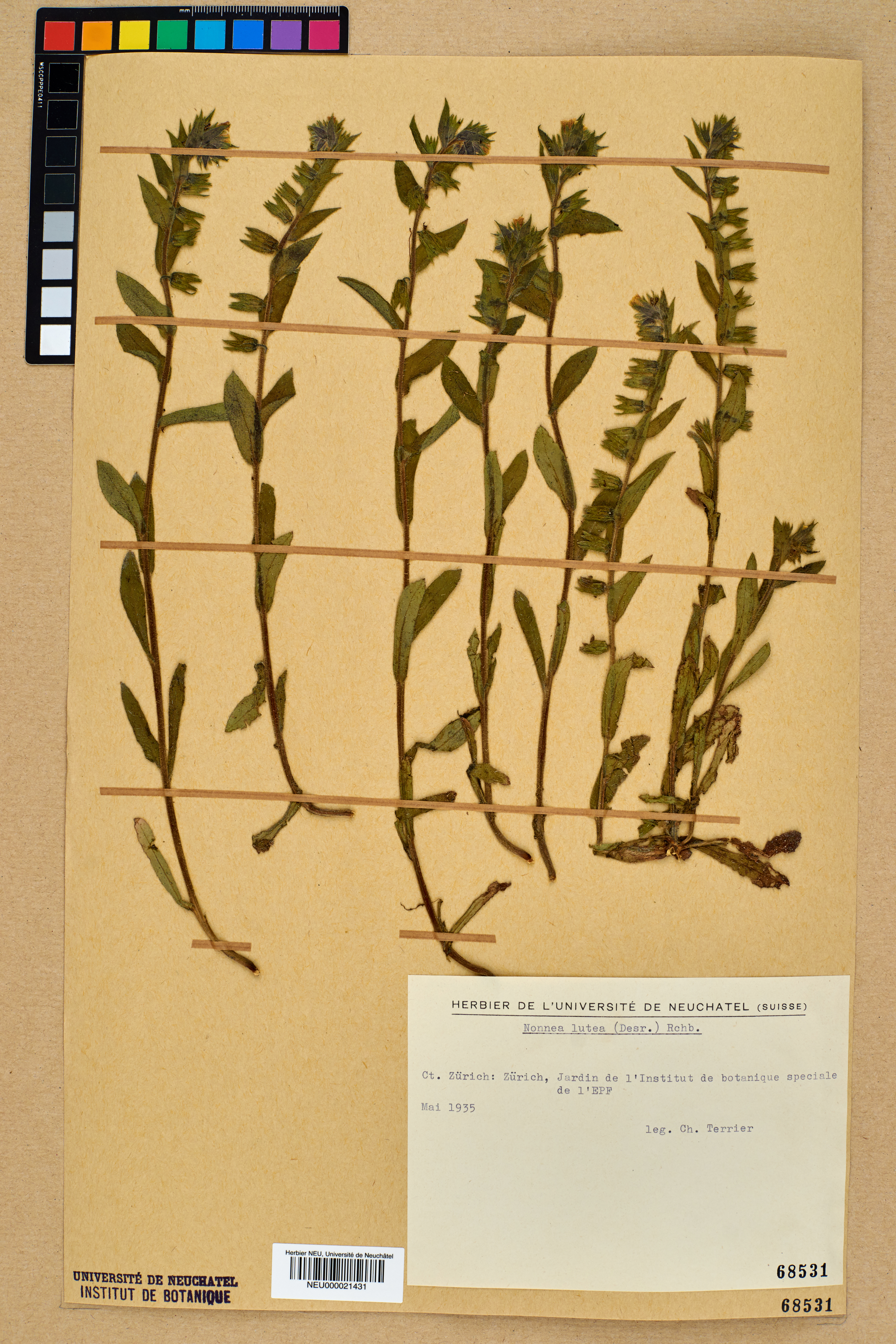
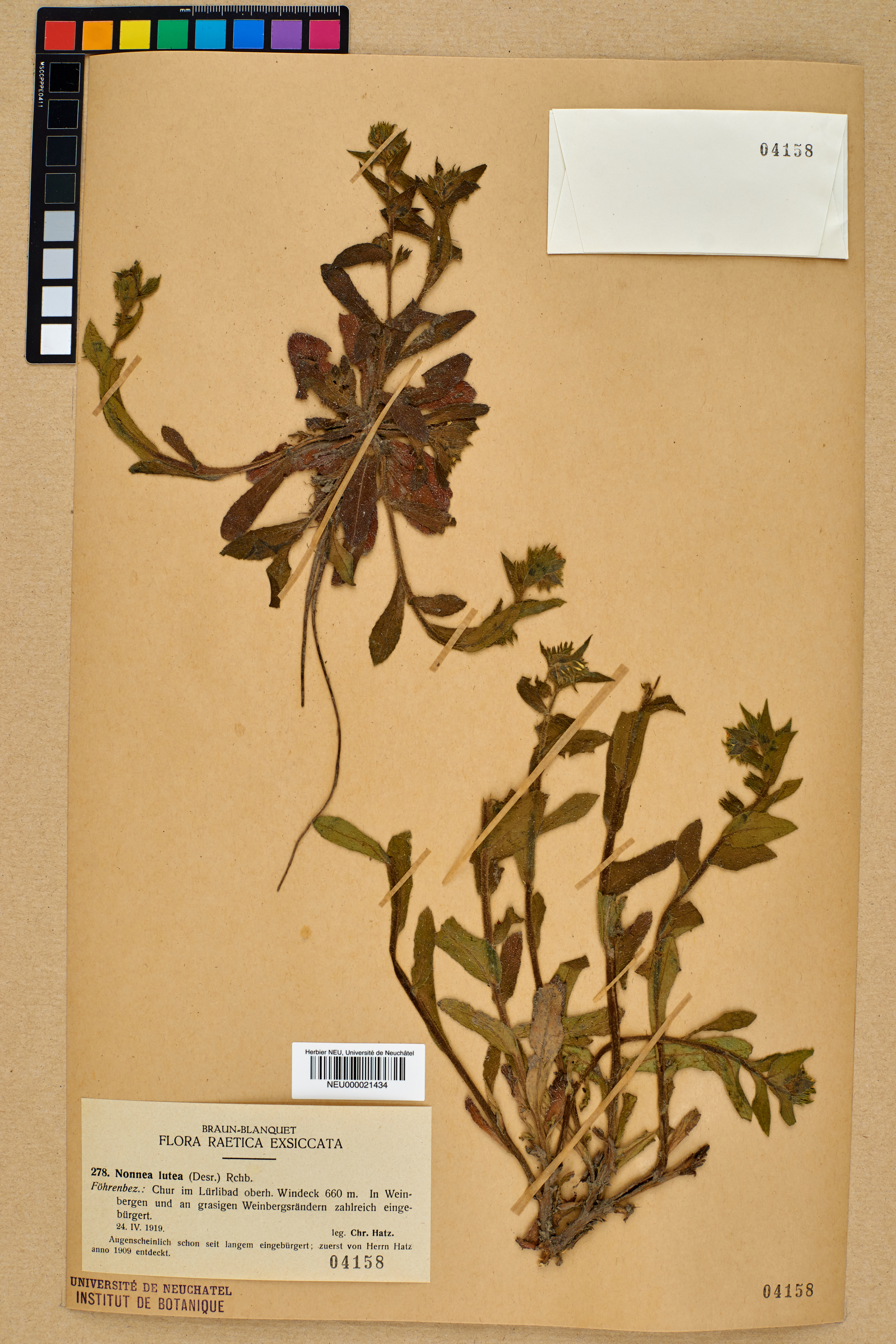